# Saint-Gérand-de-Vaux
Saint-Gérand-de-Vaux település Franciaországban, Allier megyében. Lakosainak száma 395 fő (2022. január 1.). Saint-Gérand-de-Vaux Bessay-sur-Allier, La Ferté-Hauterive, Gouise, Montoldre, Saint-Loup és Treteau községekkel határos.

## Népesség
A település népessége az elmúlt években az alábbi módon változott:
| Lakosok száma | 641  | 506  | 506  | 445  | 402  | 392  | 381  | 373  | 368  | 395  |
|               | 1968 | 1982 | 1990 | 2006 | 2013 | 2015 | 2017 | 2019 | 2020 | 2022 |